# Tipula baltistanica
Tipula baltistanica är en tvåvingeart som beskrevs av Alexander 1936. Tipula baltistanica ingår i släktet Tipula och familjen storharkrankar. Inga underarter finns listade i Catalogue of Life.